# Chiesa di San Nicolò degli Albari
La Chiesa di San Nicolò degli Albari è un luogo di culto cattolico di Bologna

## Storia
La Chiesa di san Nicolò degli Albari appare attualmente con le forme dovute al rifacimento tardo secentesco, progettato da Nicola Barelli. L'odonimo fa quasi sicuramente riferimento agli alberi che erano presenti nei pressi della Chiesa già in epoca medievale. Si trova entro il perimetro della prima cerchia muraria della città, la cosiddetta Cerchia di selenite ed è circondata da strette stradine di impianto medievale. La chiesa fa parte di un complesso che ospitava anche la Piccole Suore della Sacra Famiglia, caratterizzato da forme e colori tipici dell'architettura della città di Bologna, dominati dal rosso mattone e dal giallo marte.
A destra della facciata si trova il volume della canonica, che si estende fino al retro della Chiesa (attualmente ospita uno spazio commerciale). Sul fianco sinistro la Chiesa affaccia sulla stretta via San Nicolò.
La Chiesa è ritenuta dalla Chiesa Cattolica Sussidiale della Cattedrale di San Pietro.

## Descrizione
La facciata presenta una membratura intonacata in colore giallo Marte, su un fondale rosso mattone. La Membratura suddivide la facciata in tre registri orizzontali, quello inferiore con il portale e un altorilievo in terracotta raffigurante il Santo titolare, opera di Giuseppe Maria Mazza; il registro mediano presenta un'ampia finestra rettangolare con cimasa; il registro superiore del fastigio culmina anch'esso in una cimasa.
L'aula si presenta in toni rococò del bianco nella copertura superiore, mentre la parte inferiore è decorata su base celeste. Sui fianchi vi sono tre nicchie. Sopra la trabeazione un ampio claristorio dona all'aula una ottima illuminazione. Sulla controfacciata è presente un cantorio ligneo con organo, sovrastato da una ampia finestra.
L'abside è breve e poligonale, ospita l'altare maggiore, sovrastato da un ciborio in legno dorato. La pavimentazione è in graniglia di marmo, dominata dai colori rosso e bianco.
All'interno è da notare anche un paliotto di altare minore, opera giovanile di Giuseppe Maria Crespi.